# Microrégion de Jundiaí
La microrégion de Jundiaí est l'une des quatre microrégions qui subdivisent la mésorégion macro métropolitaine de l'État de São Paulo au Brésil.
Elle comporte 5 municipalités qui regroupaient 700 955 habitants en 2008 pour une superficie totale de 803 km².

## Municipalités[1]
- Campo Limpo Paulista
- Itupeva
- Jundiaí
- Louveira
- Várzea Paulista